# Шота (игра)
Шота је игра која је била веома популарна широм бивше Југославије уз уврежено веровање да се ради о традиционалној народној игри албанског живља са Косова. Међутим, у данашњем облику је највероватније настала након Другог светског рата, из фолклорне кореографије.
Шота има неколико различитих облика, од којих су најзаступљенији паровна игра и коло. У паровном облику, представља кокетно надигравање младића и девојке, који плешу једно око другог, најчешће уз подигнуте руке и без директног додира.

## Порекло
Не постоје веродостојни писани документи о шоти у данашњем облику из времена пре Другог светског рата. Многи музиколози сматрају да је игра настала као кореографија Олге Сковран у државном ансамблу народних игара и песама НР Србије (касније познатим под именом "Коло"), као прилагођена сценска интерпретација аутентичних игара албанског народа на Косову. Кореографија је најчешће извођена под пуним називом "Шота", свадбена игра са Косова албанског живља.
Назив шота највероватније долази од речи shotë, којом се у дијалекту косовских Албанаца назива "дивља патка". Уобичајен назив за ову игру на албанском је Vallja e shotës, што се може превести као "плес дивље патке".

## Заступљеност на сцени и популарност
Скоро сва фолклорна друштава бивше Југославије су имала шоту као битан део репертоара. Нарочито је била популарна у Србији, Македонији, Црној Гори и Босни и Херцеговини.
Шота је одмах постала популарна и генерално прихваћена као аутентична народна игра косовских Албанаца, како на самом Косову, тако и у другим деловима тадашње Југославије. Фолклорни ансамбл из Приштине, који је касније прерастао у професионални, један од свега четири таква у целој Југославији, назван је "Шота" по овој игри.
Једна од познатих кореографија чији је шота саставни део је "Руговска свита", која се изводи уз обавезан гоч као централни инструмент на сцени, који, слично као у неким другим познатим играма са југа Србије и из Македоније, чини битан део саме кореографије.
Музику за популарну новокомпоновану народну песму "Шоте мори, шоте" инспирисану овом фолклорном игром, написао је Драган Александрић почетком седамдесетих година двадесетог века. Текст је написала Радмила Тодоровић-Бабић, а први ју је изводио Ненад Јовановић. Песма је одмах постала хит и незаобилазни део репертоара на свадбама и другим народним свечаностима широм Југославије.

## Контроверзе
Албански националисти су користили назив игре да је повежу са надимком Ћериме Радишеве, познатије као Шота Галица, која се у првим деценијама двадесетог века уз мужа Азема борила као качак против српских власти на Косову. Тако се појавила и модификована верзија текста песме на албанском, у којој се помиње "Аземова Шота". Многи Албанци због тога данас погрешно верују да је игра названа по Шоти Галици.
Ово погрешно уверење је 2007. године ескалирало у неким српским националистичким круговима, када је Велимир Илић, министар у тадашњој српској влади, јавно утицао на то да се извођење песме "Шоте мори, шоте" трајно забрани на Сабору трубача у Гучи. Вечерње новости су тим поводом објавиле текст у којем је декан косовскомитровачког универзитета Драги Малинковић изнео тврдњу да је песма настала као свадбени поклон Азема Бејте његовој жени Шоти, као и наводно усмено предање косовских Срба по којем је Шота Галица, из освете након погибије мужа, бацила у ватру шесторо српске деце певајући ову песму. Ово предање, по речима самог Малинковића, нема утемељење у историји. Међутим, ни Малинковићева изјава о настанку песме се не поклапа са историјским подацима о ауторима ове песме инспирисане фолклорном игром, за коју је музику написао Драган Александрић, а речи Радмила Тодоровић-Бабић.